# Übermorgen (Lied)
Übermorgen ist ein Lied des deutschen Popsängers Mark Forster. Das Stück ist die erste Singleauskopplung aus seinem fünften Studioalbum Musketiere.

## Entstehung und Artwork
Übermorgen wurde von Forster selbst – unter seinem bürgerlichen Namen Mark Cwiertnia – gemeinsam mit den Koautoren Jan Philipp Bednorz (Phil the Beat), Benjamin Bistram (Biztram), Ralf Christian Mayer, Daniel Nitt, Konstantin Scherer (Djorkaeff) und Vincent Stein (Beatzarre) geschrieben. Alle Autoren waren zugleich für die Produktion des Stücks verantwortlich. Die Abmischung sowie das Mastering erfolgte unter der Leitung von Mayer. Die Tonaufnahmen tätigten Djorkaeff, Forster und Nitt. Djorkaeff und Nitt waren darüber hinaus auch als Toningenieure bei dieser Produktion beteiligt.
Auf dem Frontcover der Single befinden sich lediglich der Künstlername sowie der Liedtitel. In der Mitte des Frontcovers findet sich die rote Aufschrift „Heute Morgen Übermorgen“, zentriert und in leicht schräger Schrift vor einem weißen Hintergrund, wieder. Die Worte „Heute“ und „Morgen“ sind dabei in schwarz durchgestrichen. Hierbei handelt es sich um ein Zitat aus dem Refrain des Liedes. Am rechten unteren Rand befindet sich, in schwarzer Schrift, der Künstlernamen. Alle Aufschriften sind in Großbuchstaben.

## Veröffentlichung und Promotion
Die Erstveröffentlichung von Übermorgen erfolgte als Download und Streaming am 1. Mai 2020. Die Veröffentlichung erfolgte als Einzeltrack durch das Musiklabel Four Music, der Vertrieb erfolgte durch Sony Music. Am 13. August 2021 erschien das Lied als Teil von Forsters fünftem Studioalbum Musketiere.
Um die Veröffentlichung zu bewerben, veröffentlichte Forster einen Tag vor der Singleveröffentlichung einen Teaser über seine sozialen Medien. Das Lied feierte seine Weltpremiere in Sidos Livestream #ZuhauseMitSido am 1. Mai 2020. Vier Tage später, am 5. Mai 2020, kürte GfK Entertainment das Lied zum „Song des Tages“. Am 11. Mai 2020 folgte ein Liveauftritt in der ProSieben-Show Late Night Berlin. Eineinhalb Wochen später, am 20. Mai 2020, veröffentlichte Forster über YouTube eine „Driver’s Version“ zu Übermorgen, wobei es sich um eine Akustikversion des Stücks handelt. Der deutsche Fernsehsender RTL Television untermalte einen Werbespot bezüglich der „RTL Highlights im Juni 2020“ mit Übermorgen, womit das Lied in diversen Werbeunterbrechungen zu hören war.

## Inhalt
| „An deiner Seite will ich bleiben. Geh’ durch Feuer und alle Zweifel. Mit allen Träumen und all den Sorgen. Heute, morgen und übermorgen. An deiner Seite will ich sein. Uns alle Fehler verzeihen. Mit allen Träumen und all den Sorgen. Heute, morgen und übermorgen.“ – Refrain, Originalauszug | Der Liedtext zu Übermorgen ist in deutscher Sprache verfasst. Die Musik und der Text wurden gemeinsam von Beatzarre, Jan Philipp Bednorz, Biztram, Djorkaeff, Mark Forster, Ralf Christian Mayer und Daniel Nitt geschrieben beziehungsweise komponiert. Musikalisch bewegt sich das Lied im Bereich der Popmusik, mit Referenzen an den Synthiesound der 1980er Jahre. Das Tempo beträgt 92 Schläge pro Minute. Die Tonart ist Fis-Dur. Inhaltlich befasst sich Übermorgen mit einem positiven Blick auf die Zukunft. Aufgebaut ist das Lied aus einem Intro, zwei Strophen, einem Refrain sowie einem Outro. Das Lied beginnt mit dem Intro, dass sich lediglich aus der Zeile „Heute, morgen und übermorgen“ zusammensetzt. Nach einer kleinen Pause folgt die erste Strophe, an die sich direkt der zweizeilige Pre-Chorus anschließt, ehe der eigentliche Refrain erfolgt. Der gleiche Vorgang wiederholt sich mit der zweiten Strophe. Nach dem zweiten Refrain endet das Stück mit dem Outro, das lediglich aus derselben, sich einmal wiederholenden Zeile, aus dem Intro besteht. |

## Musikvideo
Zu Übermorgen wurden zwei offizielle Musikvideos veröffentlicht. Zunächst feierte ein Lyrikvideo seine Premiere am 1. Mai 2020 auf YouTube. Es zeigt im Vordergrund, wie typischerweise für Lyrikvideos, immer die aktuell besungenen Liedzeilen in verschiedenen Darstellungs- und Schriftformen. Die Animationen sind hauptsächlich in den Farben rot, schwarz und weiß gestaltet. Forster selbst tritt nur kurz als Piktogramm-Gesicht in Erscheinung. Die Gesamtlänge des Videos beträgt 2:48 Minuten. Die Animation entstammte der Arbeit von Florian Tiphine. Das reguläre Musikvideo feierte schließlich am 29. Mai 2020 seine Premiere. Es zeigt Forster, der das Lied an verschiedenen Schauplätzen singt. Man sieht ihn zum einen vor einer großen LED-Wand, zum anderen vor einer Reihe Scheinwerfer, in einer bunt-beleuchteten Tiefgarage sowie auf einer Landebahn des Hamburger Flughafens. Die Gesamtlänge des Videos beträgt 2:45 Minuten. Regie führte, wie schon bei diversen Forster-Videos, Kim Frank. Beide Musikvideo zählten bis August 2025 über 60 Millionen Aufrufe bei YouTube.

## Mitwirkende
| Liedproduktion - Jan Philipp Bednorz (Phil the Beat): Komponist, Liedtexter, Musikproduzent - Benjamin Bistram (Biztram): Komponist, Liedtexter, Musikproduzent - Mark Cwiertnia (Mark Forster): Gesang, Komponist, Liedtexter, Musikproduzent, Tonmeister - Ralf Christian Mayer: Abmischung, Komponist, Liedtexter, Mastering, Musikproduzent - Daniel Nitt: Komponist, Liedtexter, Musikproduzent, Toningenieur, Tonmeister - Konstantin Scherer (Djorkaeff): Komponist, Liedtexter, Musikproduzent, Toningenieur, Tonmeister - Vincent Stein (Beatzarre): Komponist, Liedtexter, Musikproduzent Unternehmen - Four Music: Musiklabel - Sony Music: Vertrieb Musikvideo (Lyrikvideo) - Benjamin Kakrow: Artdirector (Lyrikvideo) - Florian Tiphine: Animation (Lyrikvideo) | Musikvideo - Peter Assmann: Beleuchter - Markus Bleier: Beleuchter - Bastian Böhm: Animation - Wojciech Drozdowski: LED-Techniker - Benjamin Erdenberger: Oberbeleuchter - Kim Frank: Drehbuch, Filmproduzent, Kameramann, Regisseur - Jan Philipp Grelich: Kameraassistent - Philip Hagen: Technischer Leiter - Christian Heyde: Retusche - Gunnar Jacobsen: Beleuchter - Josch Kiss: Lichtgestalter - Dennis Knop: Studiomaler - Annika Lange: Produktionsassistenz - Laurns Lück: Medienserver-Operator - Oliver Naske: Kran-Operator - Jan Quaas: Beleuchter - Leif Reimer: Produktionsassistenz |

## Rezeption

### Preise
Am 20. November 2020 wurde Übermorgen mit einer 1 Live Krone in der Kategorie „Beste Single“ ausgezeichnet, womit sie sich gegen Breaking Me (Topic feat. A7S), Control (Zoe Wees), In Your Eyes (Robin Schulz feat. Alida) und Never Let Me Down (Vize & Tom Gregory) durchsetzte. Am 13. März 2021 erhielt Übermorgen den Nickelodeon Kids’ Choice Award in der Kategorie „Lieblings-Ohrwum: Deutschland, Österreich, Schweiz“, womit sich das Lied gegen Control (Zoe Wees), In Your Eyes (Robin Schulz feat. Alida) und Verlierer (Luna) durchsetzen konnte.

### Rezensionen
Dominik Lippe vom deutschsprachigen Online-Magazin laut.de bewertete das Album Musketiere mit zwei von fünf Sternen. Während seiner Kritik beschrieb er Übermorgen als „überschnappend“, jedoch wirke das Lied mit seinem „Pur-Touch“ und „Synthie-Sound“ in sich „stimmig“.
Thomas Pilgrim vom deutschsprachigen E-Zine Plattentests.de vergab drei von zehn Punkten für Musketiere, wobei er Übermorgen neben Mellow Mellow als eines von zwei „Highlights“ hervorhob. Es beschrieb das Lied als „fast lupenreine[n] Synthie-Popper“.

### Charts und Chartplatzierungen
Übermorgen erreichte in Deutschland Rang sieben der Singlecharts und platzierte sich fünf Wochen in den Top 10 und 56 Wochen in den Top 100. In den deutschen Airplaycharts erreichte die Single die Chartspitze, womit Forster die Chartliste zum dritten Mal nach Stimme und Wir sind groß anführte. Ebenfalls die Chartspitze erreichte Übermorgen in den deutschen Downloadcharts. In den deutschsprachigen Singlecharts erreichte die Single Rang sechs und in den deutschen Streamingcharts Rang 17. In Österreich erreichte die Single Rang zehn und platzierte sich eine Woche in den Top 10 sowie 43 Wochen in den Charts. In der Schweizer Hitparade erreichte Übermorgen in 44 Chartwochen mit Rang 18 seine beste Chartnotierung.
2020 belegte Übermorgen Rang 15 der Single-Jahrescharts in Deutschland sowie Rang 17 in Österreich und Rang 30 in der Schweiz. In den deutschen Airplay-Jahrescharts belegte Übermorgen Rang vier und platzierte sich als bestes deutschsprachiges Lied, was es zum meistgespielten deutschsprachigen Radiotitel des Jahres macht. 2021 platzierte sich das Lied nochmals in den deutschen Single-Jahrescharts und belegte dabei Rang 82 sowie ebenfalls mit Rang 81 erneut in den Airplay-Jahrescharts.
Für Forster als Interpret ist dies, inklusive des Charterfolgs mit seinem Musikprojekt Eff, der 17. Charterfolg in Deutschland sowie der 13. in der Schweiz und der zwölfte in Österreich. Es ist sein siebter Top-10-Erfolg in Österreich sowie sein sechster Top-10-Erfolg in Deutschland. In seiner Autorentätigkeit erreichte er hiermit zum 21. Mal die deutschen Singlecharts sowie zum 13. Mal die Schweizer Hitparade und zum zwölften Mal die Charts in Österreich. Es ist ebenfalls sein siebter Top-10-Erfolg als Autor in Österreich sowie der sechste in Deutschland. Als Produzent erreichte Forster mit Übermorgen zum 20. Mal die Singlecharts in Deutschland, zum zwölften Mal in der Schweiz und zum elften Mal in Österreich. Es ist sein siebter Top-10-Erfolg als Produzent in Österreich sowie der fünfte in Deutschland.
Scherer erreichte mit Übermorgen bereits zum 55. Mal als Autor und zum 54. Mal als Produzent die deutschen Charts. In Österreich konnte er sich das 43. Mal als Autor und das 41. Mal als Produzent platzieren. In der Schweiz war er zum 36. Mal als Autor und zum 32. Mal als Produzent vertreten. Als Autor ist es sein 22. Top-10-Erfolg in Deutschland sowie der 17. in Österreich. Als Produzent erreichte er hiermit zum 18. Mal die Top 10 in Deutschland sowie zum 16. Mal in Österreich. Stein erreichte als Autor zum 83. Mal die Singlecharts in Deutschland, zum 58. Mal in Österreich sowie zum 44. Mal die Schweizer Hitparade. Als Produzent erreichte er zum 58. Mal die deutschen Singlecharts sowie zum 39. Mal die Charts in Österreich und zum 32. Mal die Schweizer Hitparade. Für Mayer ist es der 20. Charterfolg als Produzent in Deutschland sowie der zwölfte in Österreich und der zehnte in der Schweiz. Als Autor erreichte er zum 17. Mal die deutschen Singlecharts sowie ebenfalls zum zwölften beziehungsweise zehnten Mal in Österreich und der Schweiz. In beiden Funktionen erreichte er hiermit zum sechsten Mal die Top 10 in Österreich sowie zum vierten Mal in Deutschland. Biztram erreichte in seiner Autorentätigkeit zum zwölften Mal die Charts in Deutschland sowie zum neunten Mal in Österreich und zum sechsten Mal in der Schweiz. Als Produzent erreichte er zum elften Mal die deutschen Singlecharts sowie zum siebten Mal in Österreich und zum fünften Mal in der Schweiz. In seiner Produzentenfunktion erreichte er hiermit je zum vierten Mal die Top 10 in Deutschland und Österreich. Als Autor erreichte er hiermit nach Was ich nicht hab (ApeCrime) und Geiles Leben (Glasperlenspiel) zum dritten Mal die Top 10 in Österreich sowie nach Geiles Leben zum zweiten Mal in Deutschland. Für Nitt ist es sowohl als Autor als auch als Produzent der zwölfte Charterfolg in Deutschland sowie jeweils in beiden Funktionen der elfte Charterfolg in der Schweiz und der neunte in Österreich. In beiden Funktionen erreichte er hiermit zum sechsten Mal die Top 10 in Österreich sowie zum vierten Mal in Deutschland. Phil Thebeat erreichte in beiden Funktionen jeweils zum vierten Mal die Singlecharts in Deutschland und Österreich sowie nach Du liebst mich nicht (Ado Kojo feat. Shirin David) zum zweiten Mal in der Schweiz. Es ist nach Du liebst mich nicht und 7 Stunden (Lea feat. Capital Bra) sein dritter Top-10-Erfolg in Deutschland als Autor und Produzent. In Österreich erreichte er in beiden Funktionen nach Du liebst mich nicht zum zweiten Mal die Top 10.
| ChartsChartplatzierungen | Höchstplatzierung | Wochen |
| ------------------------ | ----------------- | ------ |
| Deutschland (GfK)        | 7 (56 Wo.)        | 56     |
| Österreich (Ö3)          | 10 (43 Wo.)       | 43     |
| Schweiz (IFPI)           | 18 (44 Wo.)       | 44     |

| ChartsJahrescharts (2020) | Platzierung |
| ------------------------- | ----------- |
| Deutschland (GfK)         | 15          |
| Österreich (Ö3)           | 17          |
| Schweiz (IFPI)            | 30          |

| ChartsJahrescharts (2021) | Platzierung |
| ------------------------- | ----------- |
| Deutschland (GfK)         | 82          |

### Auszeichnungen für Musikverkäufe
Am 19. Januar 2021 wurde Übermorgen in Österreich mit einer Platin-Schallplatte ausgezeichnet. In der Schweiz erhielt die Single ebenfalls Platin im März 2021. Nachdem die Single bereits am 6. November 2020 eine Goldene Schallplatte in Deutschland bekam, folgte im Juni 2022 die Verleihung von 3-fach Gold. Somit erhielt die Single im deutschsprachigen Raum einmal Gold sowie drei Mal Platin und verkaufte sich laut Schallplattenauszeichnungen über 650.000 Mal.
| Land/Region        | Auszeichnungen für Musikverkäufe (Land/Region, Auszeichnung, Verkäufe) | Verkäufe |
| ------------------ | ---------------------------------------------------------------------- | -------- |
| Deutschland (BVMI) | 3× Gold                                                                | 600.000  |
| Österreich (IFPI)  | Platin                                                                 | 30.000   |
| Schweiz (IFPI)     | Platin                                                                 | 20.000   |
| Insgesamt          | 1× Gold · 3× Platin ·                                                  | 650.000  |

## Coverversionen
2022 nahmen die beiden deutschen Schlagersängerinnen Marina Marx und Sarah Zucker eine Duettversion von Übermorgen auf. Dieses erschien als Promo-Single, im Zuge von „Herzstück Amazon Original“. Die Veröffentlichung erfolgte am 28. Januar 2022 als digitaler Einzeltrack. Das Lied konnte sich zwar nicht in den Singlecharts platzieren, erreichte jedoch Rang 19 der deutschen Single-Trend-Charts am 4. Februar 2022.